# Лариос, Фелипе
Фелипе Лариос (исп. Felipe Larios; 1817, Мехико — 1886, Мехико) — мексиканский музыкальный педагог, композитор и пианист.
Начал заниматься музыкой под руководством музыкального руководителя кафедрального собора Мехико Эдуардо Кампусано, затем занимался у Мариано Мальпики (сольфеджио) и Матео Веласко (фортепиано). С 15 лет работал в различных церквях как органист, одновременно изучая гармонию, контрапункт и оркестровку у Хосе Антонио Гомеса. С 1836 г. играл в оркестре Коллегиальной церкви Девы Марии Гваделупской. В 1866 г. при основании Национальной консерватории стал в ней первым профессором гармонии, опубликовал учебник; среди его учеников, в частности, Густаво Кампа и Мелесио Моралес. Автор оркестровых увертюр, фортепианной и вокальной музыки.